# 東京科学大学混声合唱団コール・クライネス
コール・クライネス (Chor Kleines) は、東京科学大学の公認サークルである大学混声合唱団。男声は東京科学大、女声は東京科学大をはじめ、清泉女子大学、日本女子大学などの学生から構成され、団員は100名を超える。

## 沿革
1963年に「東京工業大学混声合唱団コール・クライネス」が設立された。設立時、少人数であったため「小さい」を意味するドイツ語「kleines」から、Chor Kleinesと名づけられた。
1977年全日本合唱コンクールに参加し、大学部門で1992、1995、1996年および1998年から2014年（2014年以降は大学・ユース部門に再編）まで、17年連続して全国大会金賞を受賞した。2017年には3年ぶりに全日本合唱コンクールに出場し、銀賞を受賞するなど、今昔を問わず大学合唱界の雄として知られる。
委嘱作品にはすぎやまこういち「時環」（1985年）、鈴木輝昭「レクイエム」（2001年）、信長貴富「ありがとう（混声合唱版）」（2017年）がある。
団内では有志メンバーによるアカペラ活動も行われており、一部グループは大学卒業後も各所で活躍している。
2024年、東京科学大学の発足に伴い、合唱団の名称も「東京科学大学混声合唱団コール・クライネス」に改められた。

## 指導スタッフ
- 大谷研二（常任指揮者）[1]
- 岩本達明（副指揮者）[1]
- 山部陽子（専任ピアニスト）[1]
- 坂本かおる（女声ヴォイストレーナー）[1]
- 松平敬（男声ヴォイストレーナー）[1]

## 出身者
- 浜本階生（スマートニュース共同創業者）